# Probatodes marginicollis
Probatodes marginicollis är en skalbaggsart som först beskrevs av Francis Polkinghorne Pascoe 1865.  Probatodes marginicollis ingår i släktet Probatodes och familjen långhorningar. Inga underarter finns listade i Catalogue of Life.